# Hagnónides
Hagnónides (en griego antiguo, Ἀγνωνίδης) fue un político ateniense del siglo IV a. C. caracterizado por las fuentes antiguas como demagogo y sicofanta, contemporáneo de Teofrasto y de Foción. El primero de ellos fue acusado por Hagnónides de impiedad, pero fue absuelto por el Areópago, con lo que Teofrasto podría haber acabado con la carrera del acusador si le hubiera querido pagar con la misma moneda. Hagnónides se oponía al partido ateniense favorable a Macedonia y acusaba a su líder, Foción, de ser un traidor. Su posición antimacedonia provocó que fuera exiliado cuando Alejandro, el hijo de Poliperconte, tomó Atenas. Más tarde logró permiso de Antípatro para volver a su país, aunque tan sólo gracias a la mediación del propio Foción. Sin embargo, el sicofanta pronto olvidó su deuda con su benefactor, y no sólo mantuvo su postura política de forma más vehemente sino que incluso indujo a los atenienses a condenar a Foción a muerte por traidor, por haber dejado caer El Pireo en manos del general macedonio Nicanor. Tras su ejecución, los atenienses llegaron a lamentar su conducta, y mataron a Hagnónides como forma de apaciguar a los dioses Manes.
Se llegó a pensar que Hagnónides fuera la misma persona que el retórico llamado Agnón, pero esta identidad es objeto de debate.